# جک باباشوف
جک باباشوف (به انگلیسی: Jack Babashoff) (زادهٔ ۱۳ ژوئیهٔ ۱۹۵۵) شناگر اهل ایالات متحده آمریکا است.